# MediaWorks
MediaWorks, Inc. (Nhật: 株式会社メディアワークス Hepburn: Kabushiki-gaisha MediaWākusu) là một nhà xuất bản của Nhật Bản nằm trong khối Kadokawa Group, nổi tiếng nhờ nhãn hiệu phát hành tạp chí và sách Dengeki (電撃), bao gồm các tạp chí nổi tiếng như Dengeki Daioh và Dengeki G's Magazine, cùng với thương hiệu xuất bản light novel chính của công ty là Dengeki Bunko. Công ty đã sáp nhập với ASCII vào ngày 1 tháng 4 năm 2008 và trở thành ASCII Media Works. Họ tập trung sản xuất các thành phẩm dành cho nam otaku Nhật, gồm có anime, light novel, manga, mô hình nhựa, và visual novel. Tuy nhiên, MediaWorks cũng in một số tạp chí dành cho nữ giới như Comic Sylph, Dengeki Girl's Style và Character Parfait. MediaWorks tổ chức các cuộc thi đệ trình tiểu thuyết và manga hàng năm, chẳng hạn như giải light novel Dengeki Novel Prize contest.
Ngoài việc xuất bản các tài liệu in ấn, MediaWorks cũng tham gia sản xuất các loại hình truyền thông khác. Họ đã phát triển và phát hành một số visual novel nổi tiếng khi chúng được chuyển thể thành nhiều phương tiện truyền thông khác nhau ở Nhật Bản. Những sê-ri được biết đến nhiều nhất là Kashimashi: Girl Meets Girl, Shakugan no Shana và Strawberry Marshmallow. MediaWorks cũng đóng góp trong khâu sản xuất anime truyền hình và OVA.